# 슈타이어-만리허 M1895

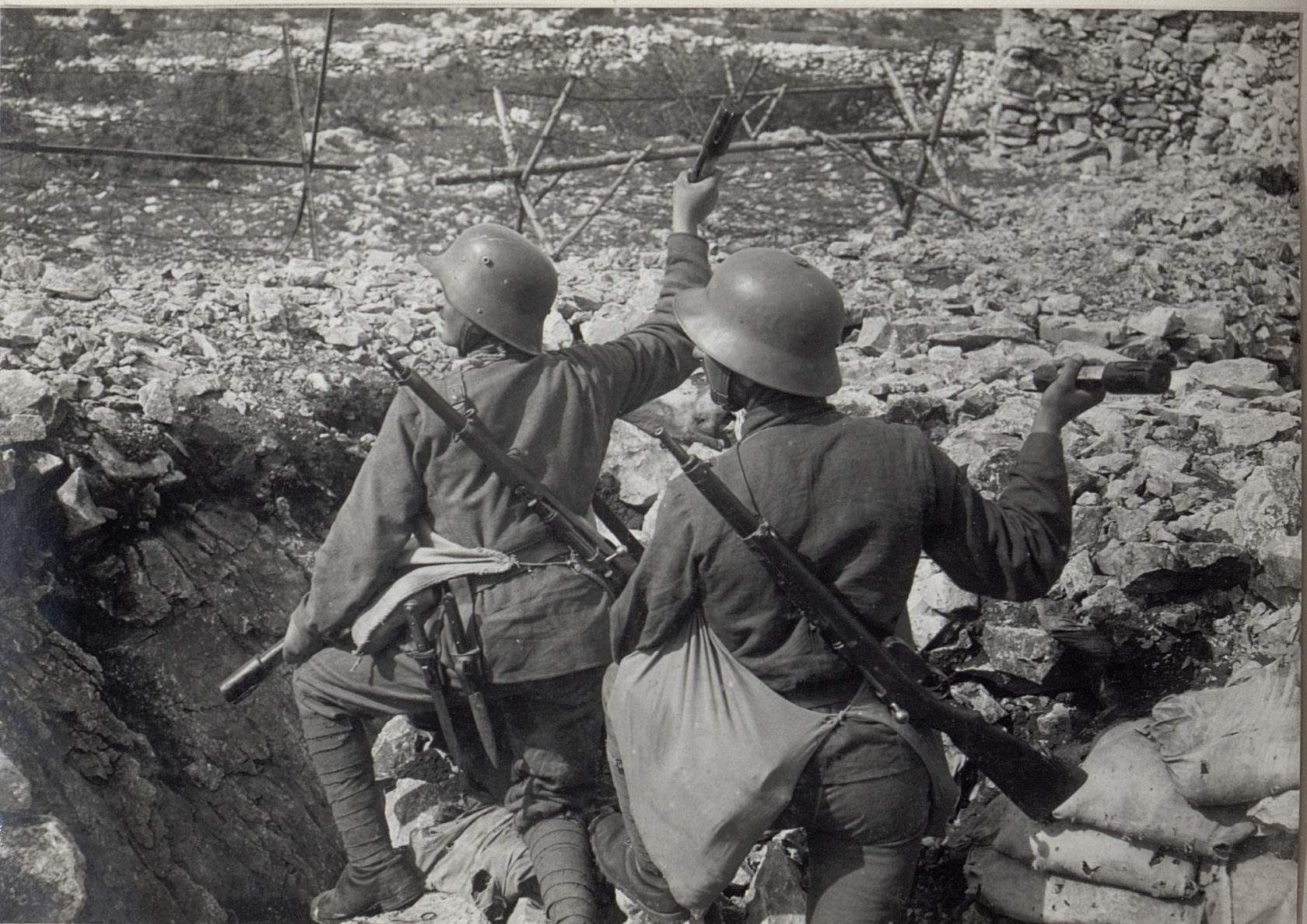
M1895를 맨 오스트리아-헝가리 보병.

슈타이어-만리허 M1895(독일어: Steyr-Mannlicher M1895)는 초기 볼트액션 소총으로, 페르디난트 리터 폰 만리허에 의해 제작되었다. 제1차 세계대전때는 오스트리아-헝가리군이 사용했고, 전후에는 오스트리아와 헝가리 왕국군이 사용했다. 제2차 세계대전땐 루마니아 왕국군이 사용했고, 1970년대에는 아프리카 반군들이 사용하기도 했다.